# Christian Malford
Christian Malford – wieś w Anglii, w hrabstwie Wiltshire. Leży 51 km na północ od miasta Salisbury i 134 km na zachód od Londynu.